# Leptonema alatum
Leptonema alatum är en nattsländeart som beskrevs av G. Marlier 1961. Leptonema alatum ingår i släktet Leptonema och familjen ryssjenattsländor. Inga underarter finns listade i Catalogue of Life.